# Uruguay tại Thế vận hội
Uruguay tham gia Thế vận hội lần đầu năm 1924, và đã liên tục gửi các vận động viên (VĐV) tới các kỳ Thế vận hội Mùa hè kể từ đó, trừ lần tẩy chay Thế vận hội Mùa hè 1980. Uruguay từng một lần tham dự Thế vận hội Mùa đông vào năm 1998.
Quốc gia này đã giành được 10 huy chương Olympic, trong đó có 2 vàng môn bóng đá.
Ủy ban Olympic quốc gia của Uruguay được thành lập năm 1923, được Ủy ban Olympic Quốc tế công nhận cùng năm.

## Bảng huy chương

### Huy chương tại các kỳ Thế vận hội Mùa hè
| 1896–1920             | không tham dự | không tham dự | không tham dự | không tham dự |
| Paris 1924            | 1             | 0             | 0             | 1             |
| Amsterdam 1928        | 1             | 0             | 0             | 1             |
| Los Angeles 1932      | 0             | 0             | 1             | 1             |
| Berlin 1936           | 0             | 0             | 0             | 0             |
| Luân Đôn 1948         | 0             | 1             | 1             | 2             |
| Helsinki 1952         | 0             | 0             | 2             | 2             |
| Melbourne 1956        | 0             | 0             | 1             | 1             |
| Roma 1960             | 0             | 0             | 0             | 0             |
| Tokyo 1964            | 0             | 0             | 1             | 1             |
| Thành phố México 1968 | 0             | 0             | 0             | 0             |
| München 1972          | 0             | 0             | 0             | 0             |
| Montréal 1976         | 0             | 0             | 0             | 0             |
| Moskva 1980           | không tham dự | không tham dự | không tham dự | không tham dự |
| Los Angeles 1984      | 0             | 0             | 0             | 0             |
| Seoul 1988            | 0             | 0             | 0             | 0             |
| Barcelona 1992        | 0             | 0             | 0             | 0             |
| Atlanta 1996          | 0             | 0             | 0             | 0             |
| Sydney 2000           | 0             | 1             | 0             | 1             |
| Athens 2004           | 0             | 0             | 0             | 0             |
| Bắc Kinh 2008         | 0             | 0             | 0             | 0             |
| Luân Đôn 2012         | 0             | 0             | 0             | 0             |
| Rio de Janeiro 2016   | 0             | 0             | 0             | 0             |
| Tokyo 2020            | chưa diễn ra  | chưa diễn ra  | chưa diễn ra  | chưa diễn ra  |
| Tổng số               | 2             | 2             | 6             | 10            |

### Huy chương theo môn
| Bóng đá     | 2 | 0 | 0 | 2  |
| Chèo thuyền | 0 | 1 | 3 | 4  |
| Xe đạp      | 0 | 1 | 0 | 1  |
| Bóng rổ     | 0 | 0 | 2 | 2  |
| Quyền Anh   | 0 | 0 | 1 | 1  |
| Tổng số     | 2 | 2 | 6 | 10 |

## VĐV giành huy chương
| Huy chương | Tên VĐV | Thế vận hội      | Môn thi đấu | Nội dung                  |
| ---------- | --- | ---------------- | ----------- | ------------------------- |
| Vàng       | Đội tuyển bóng đá nam - José Andrade Pedro Arispe Pedro Céa Alfredo Ghierra Andrés Mazali José Nasazzi José Naya Pedro Petrone Ángel Romano Héctor Scarone Humberto Tomasina Antonio Urdinarán Santos Urdinarán José Vidal Alfredo Zibechi Pedro Casella                                    | Paris 1924       | Bóng đá     | Nam                       |
| Vàng       | Đội tuyển bóng đá nam - José Andrade Pedro Arispe Juan Arremón René Borjas Antonio Campolo Adhemar Canavesi Héctor Castro Pedro Céa Lorenzo Fernández Roberto Figueroa Alvaro Gestido Andrés Mazali José Nasazzi Pedro Petrone Juan Piriz Héctor Scarone Santos Urdinarán Peregrino Anselmo | Amsterdam 1928   | Bóng đá     | Nam                       |
| Đồng       | Guillermo Douglas | Los Angeles 1932 | Chèo thuyền | Đơn nam                   |
| Bạc        | Eduardo Risso | Luân Đôn 1948    | Chèo thuyền | Đơn nam                   |
| Đồng       | William Jones Juan Rodríguez | Luân Đôn 1948    | Chèo thuyền | Đôi nam                   |
| Đồng       | Đội tuyển bóng rổ nam - Martín Acosta y Lara Enrique Baliño Victorio Cieslinskas Héctor Costa Nelson Demarco Héctor García Otero Tabaré Larre Borges Adesio Lombardo Roberto Lovera Sergio Matto Wilfredo Peláez Carlos Roselló                                                             | Helsinki 1952    | Bóng rổ     | Nam                       |
| Đồng       | Miguel Seijas Juan Rodríguez | Helsinki 1952    | Chèo thuyền | Đôi nam                   |
| Đồng       | Đội tuyển bóng rổ nam - Carlos Blixen Ramiro Cortés Héctor Costa Nelson Chelle Nelson Demarco Héctor García Carlos González Sergio Matto Oscar Moglia Raúl Mera Ariel Olascoaga Milton Scaron                                                                                               | Melbourne 1956   | Bóng rổ     | Nam                       |
| Đồng       | Washington Rodríguez | Tokyo 1964       | Quyền Anh   | Hạng gà (nam)             |
| Bạc        | Milton Wynants | Sydney 2000      | Xe đạp      | Chạy vòng tính điểm (nam) |